# Miltown Malbay
Miltown Malbay (engelska: Milltown Malbay, iriska: Sráid na Cathrach) är en ort i republiken Irland.   Den ligger i grevskapet An Clár och provinsen Munster, i den västra delen av landet, 220 km väster om huvudstaden Dublin. Miltown Malbay ligger 57 meter över havet och antalet invånare är 777.
Terrängen runt Miltown Malbay är huvudsakligen platt, men österut är den kuperad. Havet är nära Miltown Malbay åt nordväst.Runt Miltown Malbay är det ganska glesbefolkat, med 35 invånare per kvadratkilometer. Närmaste större samhälle är Ennistimon, 12,2 km nordost om Miltown Malbay. Trakten runt Miltown Malbay består i huvudsak av gräsmarker.